# Georges Tréville
Georges Tréville (1875 – 1944) foi um ator e diretor de cinema francês. Durante a era do cinema mudo, ele atuou como ladrão Arsène Lupin em vários curtas-metragens. Tréville mais tarde dirigiu dois filmes britânicos para a Ideal Film Company.

## Filmografia selecionada
Ator
- The Copper Beeches (1912)
- I Will Repay (1923)
- Das Spielzeug von Paris (1925)
- Moulin Rouge (1928)
- Our Masters, the Servants (1930)
- The Blaireau Case (1932)
- Kiss Me (1932)
- The Regiment's Champion (1932)

Diretor
- Married Life (1921)
- All Sorts and Conditions of Men (1921)